# Ivan Regen

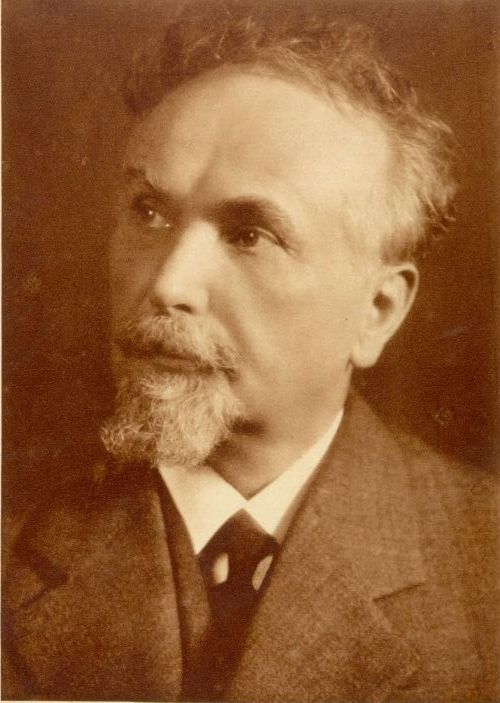
Janez Regen

Ivan Regen, detto Janez anche noto come Johann Regen (Lajše, 9 dicembre 1868 – Vienna, 27 luglio 1947), è stato un biologo ed entomologo sloveno, celebre per i suoi studi nel campo della bioacustica.

## Biografia
Nato nel villaggio di Lajše, nell'attuale Slovenia, si interessò ai suoni prodotti dagli insetti fin da bambino. La sua famiglia non aveva il denaro sufficiente per pagargli gli studi, quindi frequentò dapprima il locale seminario, per il quale aveva ricevuto una borsa di studio, e gradualmente riuscì ad accumulare la somma necessaria per la retta all'Università di Vienna. Lì studiò storia naturale con Grobben, Exner e Claus. Conseguì il dottorato nel 1897 e iniziò a lavorare come professore di liceo, dapprima a Vienna, quindi a Hranice (Moravia). Grazie a una raccomandazione di Exner poté però essere trasferito di nuovo in una scuola di Vienna, dove lavorò fino al suo pensionamento, nel 1918.
Iniziò le sue ricerche nel campo della fisiologia animale: fu uno dei primi scienziati sloveni a lavorare all'estero dopo la prima guerra mondiale. Grazie a uno studio attento del suono prodotto tramite sfregamento dalle cavallette e dai grilli, dimostrò che gli insetti rispondono agli stimoli acustici che ricevono da altri individui, e riuscì a provocare i suoi soggetti a rispondere a stimoli artificiali usando degli altoparlanti. In seguito, dimostrò che l'udito degli insetti dipende dall'organo timpanale, delle cui funzioni fu il primo a fornire una descrizione. Grazie a queste scoperte, Regen viene oggi considerato il fondatore della moderna bioacustica. Studiò anche altri fenomeni fisiologici negli insetti, come la respirazione, l'ibernazione, lo sviluppo di pigmenti in differenti condizioni ambientali, e la muta.
Il progetto più ambizioso di Regen fu il cosiddetto "laboratorio geobiologico", un grande terrario nel quale studiò la fonotassi su larga scala: servendosi di circa 1.600 femmine con organi dell'udito intatti o danneggiati poté elaborare statisticamente il loro comportamento.
Regen rimase sempre legato al suo paese d'origine, Slovenia, sostenendo varie società e istituzioni culturali locali, e introducendo termini della lingua slovena nel campo da lui studiato. Nel 1921 rifiutò la proposta di divenire professore all'Università di Lubiana, ma nel 1940 divenne un membro associato della Slovenska akademija znanosti in umetnosti (Accademia slovena di scienze e arti), e fu anche membro onorario della società slovena di storia naturale.